# Паньягуа, Валентин
Валентин Деметрио Паньягуа Корасао (исп. Valentín Demetrio Paniagua Corazao; 23 сентября 1936 — 16 октября 2006) — перуанский политический деятель. После бегства Фухимори был назначен Конгрессом временно на пост президента для организации и проведения новых свободных выборов. Возглавлял Перу с 22 ноября 2000 года по 28 июля 2001 года.

## Биография
Отец Паньягуа был родом из Боливии, но большую часть жизни провёл в Перу. Валентин Паньягуа родился в Куско, там же получил среднее и начал высшее образование, затем в Лиме, в Университете Сан-Маркос, окончил высшее образование по теме конституционное право. Впоследствии он начал частную адвокатскую практику, а позже политическую карьеру.
В 1963 году он был избран в Конгресс от города Куско от партии «Народное действие». После прихода к власти Фернандо Белаунде Паниагуа, несмотря на юный возраст для такой должности, был назначен министром юстиции при первом правительстве Белаунде.
После переворота, организованного Веласко Альварадо, Валентин Паньягуа был вынужден оставить политику и заняться преподаванием. Во время военной хунты, правления Веласко и его последователя Моралес Бермудеса, Паниагуа оставался в оппозиции к власти, считая их правление не конституционным.
После проведения свободных выборов в 1980 году Белаунде вновь пришёл к власти, его партия победила на парламентских выборах, и Паньягуа вновь избрался в Конгресс.
10 мая 1985 года Паньягуа стал министром образования, но через несколько месяцев покинул свой пост для продолжения работы в парламенте, в том же году он был награждён Большим Крестом ордена Солнца Перу.
После поражения партии «Народное действие» на выборах 1985 года и прихода к власти Алана Гарсии Переса во главе с АПРА, Валентин Паньягуа вновь оказался в оппозиции, став серьёзным противником действующей власти. Во время правления Гарсии занимался адвокатской деятельностью и преподавал конституционное право в университете Сан-Маркоса.
На выборах 1990 года Паниагуа с большинством партии «Народное действие» поддержал кандидатуру Марио Варгаса Льосы, но после неожиданной победы Фухимори перешёл в оппозицию, а после переворота, совершённого Фухимори в 1992 году стал жёстким последовательным противником созданного режима.

## Президентство
В 2000 году был избран в Конгресс, а в сентябре того же года в Перу наступил политический кризис. 15 ноября большинство Конгресса проголосовало за отставку председателя Конгресса (сторонника Фухимори), после чего политических дискуссий большинством партий (в том числе и «Перу 2000» партии Фухимори) Валентин Паньягуа был выбран на пост председателя перуанского Конгресса.
Несколько дней спустя из-за всё больше увеличивающегося политического кризиса Альберто Фухимори был вынужден подать в отставку, после него Перу должен был возглавить первый вице-президент Франсиско Тудела, но он ушёл в отставку за несколько дней до Фухимори. Следующим по очереди страну должен был возглавить второй вице-президент Рикардо Маркес, но и он вынужден был отказаться под давлением оппозиции, которая считала, что он будет поддерживать сторонников Фухимори. Следующим по очереди был, как председатель Конгресса, Валентин Паньягуа, который и приступил к выполнению обязанностей временного президента.
Одним из первых его решений на посту президента стало назначение авторитетного международного политика Хавьера Переса де Куэльяра на пост премьер-министра и министра иностранных дел с целью предотвращения политического давления со стороны различных партий.
Одной из главных заслуг Паньягуа считается создание правительства национального единства, в которое вошли не ангажированные умеренные политики. Кроме того, он уволил из армии ряд сторонников Фухимори и Владимиро Монтесиноса, главы службы разведки при Фухимори, который продолжал оказывать влияние на армию, чем вносил деструктивные тенденции в политическую жизнь страны.
Паниагуа также пересмотрел ряд антитеррористических законов, ограничивавших гражданские права, принятых при Фухимори, также были пересмотрены некоторые дела осуждённых граждан из-за возможного несправедливого суда над ними во времена Фухимори. Им была создана также «Комиссия Согласия» для расследования и оценки происходившего с 1980 года внутреннего конфликта в Перу.

## После президентства
После проведения свободных выборов в 2001 году, на которых победил Алехандро Толедо, Валентин Паниагуа передал ему власть, но не ушёл из политики. В том же году он сменил Фернандо Белаунде на посту председателя партии «Народное действие».
Намеревался баллотироваться от Перу на пост Генерального секретаря ОАГ в 2005 году и рассчитывал на поддержку правительства, но отказался от этой идеи для участия в президентских выборах 2006 года. Он баллотировался от Центристского фронта, но занял пятое место набрав 5,75 % голосов.
21 августа 2006 года Валентин Паньягуа серьезно заболел и был госпитализирован с респираторной инфекцией. Конгрессу Перу ошибочно сообщили о смерти Паньягуа и в Конгрессе почтили его память минутой молчания, но на самом деле состояние его здоровья немного улучшилось. Но 16 октября 2006 года Валентин Паньягуа скончался из-за инфекционных лёгочных осложнений. 16 и 17 октября в его честь в Перу был объявлен траур, по всей стране были приспущены государственные флаги Перу.
Автор многих работ по вопросам юстиции и государственного строительства.